# David Gleirscher
David Gleirscher, né le 23 juillet 1994, est un lugeur autrichien.

## Carrière
Il remporte la médaille d'or en simple hommes aux Jeux olympiques de 2018 à Pyeongchang.

## Palmarès

### Jeux olympiques d'hiver
- médaille d'or en individuel en 2018.
- médaille de bronze en relais en 2018.

### Championnats du monde
- médaille d'or en sprint en 2024.
- médaille d'or en relais en 2021.
- médaille d'argent en sprint en 2020.
- médaille de bronze en individuelle en 2021 et 2023.
- médaille de bronze en sprint en 2021.
- médaille de bronze en simple mixte en 2025.

### Coupe du monde
- 12 podiums : 
  - en simple : 1 victoire, 1 deuxième place et 8 troisièmes places.
  - en sprint : 1 deuxième place et 1 troisième place.
- 1 podium en relais : 1 troisième place.

### Championnats d'Europe de luge
- Médaille d'or par équipes en 2020.